# 乌克兰陆军第68猎兵旅
第68獨立猎兵旅奧列克薩·杜夫布什））是乌克兰陆军下轄的一個獵兵旅，2022年正式成立。

## 歷史
該部隊旨在森林和沼澤地區進行軍事行動，並由具備戰鬥經驗的軍事人員或相關民事活動經驗的平民組成，包括獵人及林業工人。
該旅參加了武赫萊達爾戰役、2023年烏克蘭反攻。2023年6月11日，與多個乌克兰领土防卫营部隊共同攻克了布拉霍達特內（烏克蘭語：Благодатне）村，這是烏克蘭軍隊在反攻期間於韦利卡诺沃西尔卡戰線方面解放的首個定居點。

## 編制
2023年時的編制為：
- 第68獨立猎兵旅
  - 旅部連
  - 第1獵兵營
  - 第2獵兵營
  - 第3獵兵營
  - 第26獨立步兵營
  - 第52獨立步兵營
  - 坦克營
  - 砲兵群
    - 指揮情報連
    - 第1自走砲營
    - 第2自走砲營
    - 火箭砲營
    - 反坦克砲營

  - 防空砲兵營
  - 偵察連
  - 戰鬥工兵營
  - 後勤營
  - 通信連
  - 維修營
  - 雷達連
  - 衛生連
  - CBRN防護連
  - 旅樂隊

## 人物
- 奧列格·巴爾納：乌克兰最高拉达議員，2022年俄羅斯入侵烏克蘭爆發後報名成為前線志願者，2023年4月戰死於武赫萊達爾。

## 外部連結
- 乌克兰陆军第68猎兵旅的Facebook專頁
- 乌克兰陆军第68猎兵旅的Instagram帳戶
- 乌克兰陆军第68猎兵旅的TikTok